# Conley Graves
Conley Graves (alias Colin Graves) est né à Yorkville (Tennessee). Musicien de formation et pianiste de jazz, il fonde Conley Graves Trio qui réunit autour de son leader John Mosher à la contrebasse et Billy Schneider à la batterie. 

## Biographie
Conley Graves est né à Yorkville (Tennessee), il passe sa jeunesse dans cette même vile, proche de Memphis. Dès son plus jeune âge, il découvre une passion pour la musique et avec l'aide de ses parents, il lui se consacre beaucoup de temps. Graves étudie ensuite le piano au conservatoire de Cincinnati et à l’Université de Syracuse. 
Fraichement diplômé, il décide accepter un travail dans une banque pour être autonome. Et c'est à ce moment de la vie qu'il commence à jouer dans des clubs et les studios des stations de radio de la région. Il se forge ainsi rapdiment une solide réputation quand Horace Heidt conquis par son talent, décide de recruter comme soliste dans sa formation.
Au début des années cinquante, Conley Graves s’installe à Hollywood et se décide à voler de ses propres ailes. En avril 1954, il rentre en studio à Los Angeles avec Bunny Donin à la contrebasse et Ralph Donerly à la batterie. Ce premier trio de studio enregistre Piano Artistry avec la maison de disques Nocturne Records sous la houlette d'un contrebassiste de talent devenu producteur pour l'occasion Harry Babasin.
En 1956, en plus de connaître le succès en tant que pianiste solo, il crée son propre trio : Conley Graves Trio. Il réunit autour de son propre nom John Mosher à la contrebasse et Billy Schneider à la batterie. John Mosher n'étant pas toujours disponible au gré des sessions d'enregistrements, Graves faisait parfois appel à d'autres contrebassistes pour lui suppléer. Leader de formation, Graves signe d'abord chez Liberty Records pour le premier album, puis chez Decca Records pour un contrat avec de meilleures conditions.
Le trio Conley Graves participe à la bande originale du film "Cool & Groovy" de 1956 pour 2 titres et Graves interprète son propre rôle en jouant du piano.
En 1957, la formation enregistre le LP Piano Dynamics, suivi de Rendez-vous In Paris en 1958. La pochette de ce dernier album reprend une très belle illustration de Norman Rockwell. 
Cette année 1959, Graves fait aussi une apparition dans la série télé de la fin des années 1950 intitulée The Dyna Shore Chewy Show du 12 juillet 1959 (Série 3, épisode 41). Avec un nouveau trio, il publie un nouvel LP Conley At The Keys toujours en 1959. On trouvera ainsi sur cet album Jerry Williams à la batterie et John Semple à la contrebasse.
Les albums du Conley Graves Trio jouissent encore de nos jours de nombreuses critiques élogieuses de critiques émérites.

## Discographie
À noter : la plupart de ces enregistrements l'ont été en mode et qualité de son Mono (abréviation de Monophonique), seul standard de son alors disponible.

### Horace Heidt and His Musical Knightsavec Conley Graves, piano
- 195? : Horace Heidt presents Conley Graves and his piano magic (coffret 4 microssillons EP 78™)[7] ∫  microssillons EP 78™ Magnolia records - Magnolia MA 504-1 à MA 504-8[8].
- 195? : A1. Zing Went The Strings Of My Heart / B1. From The Broadway Show Thumbs Up ∫  microssillons EP 78™ Magnolia records - Magnolia MA 504-A; mx MM-119-1C.
- 195? : A1. You Took Advantage Of Me. (From The Broadway Show Present Arms) / B1. ? ∫  microssillons EP 78™ Magnolia records - Magnolia MA 504-A; mx MM-119-1C.

### Conley Graves Trio

#### Enregistrement au format LP 10' ou LP 33™
- 1956 : V.I.P. (Very Important Pianist)[9] ∫ LP 33™ Liberty records - Liberty LRP-3007
- 1956 : Genius At Work  ∫ LP 33™ Decca records - Decca DL 8220
- 1956 : Cool and Groovy (BO de Film) (2 titres seulement)
- 1957 : Piano Dynamics  ∫ LP 33™ Decca records - Decca DL 8412
- 1958 : Rendez-vous In Paris[10]  ∫ LP 33™ Decca records - Decca DL 8475
- 1959 : Conley At The Keys   ∫ LP 33™ Decca records - Decca DL 8625
- un autre Album Paris ?

#### Enregistrement au format microssillons EP 78™ (2 titres), EP 45™ ou 7'
- 195? : A1. Love For Sale / B1. St. Louis Blues ∫ EP 78™ Decca records - Decca black/silver 29780
- 1956 : A1. Prelude / B1. Fuguestella by starlightlove for sale flamingo  ∫ EP 45™ Decca records - Decca 2317

### Autres albums de Conley Graves
- 1954 : Piano Artistry (parfois titré The piano artistry of Conley Graves)∫ LP 10" inch Nocturne records - NOCTURNE 10" NLP4
- 2012 : Piano Jazz Classics

### Conley Graves and his orchestra
- 1963 : Romantic themes for piano and orchestra[11] (compilation : 4 titres seulement sur 12[12]) ∫ LP 33™ Capitol Records - Capitol ST 1833

### Notices d'autorité

#### Conley Graves Trio
- Notices d'autorité :   - VIAF
  - LCCN
  - WorldCat

#### Conley Graves
- Notices d'autorité :   - VIAF
  - LCCN
  - WorldCat